# Rovegno
Rovegno est une commune italienne de la ville métropolitaine de Gênes dans la région Ligurie en Italie.

## Administration
| Période                                  | Période  | Identité                | Étiquette | Qualité |
| ---------------------------------------- | -------- | ----------------------- | --------- | ------- |
| 13 juin 2022                             | En cours | Giuseppe Giovanni Isola |           |         |
| Les données manquantes sont à compléter. |          |                         |           |         |

### Hameaux
Casanova, Foppiano, Garbarino, Isola, Loco, Moglia, Pietranera, Spescia

### Communes limitrophes
Fascia (Italie), Fontanigorda, Gorreto, Ottone, Rezzoaglio